# Wladimir Nikolajewitsch Orlow

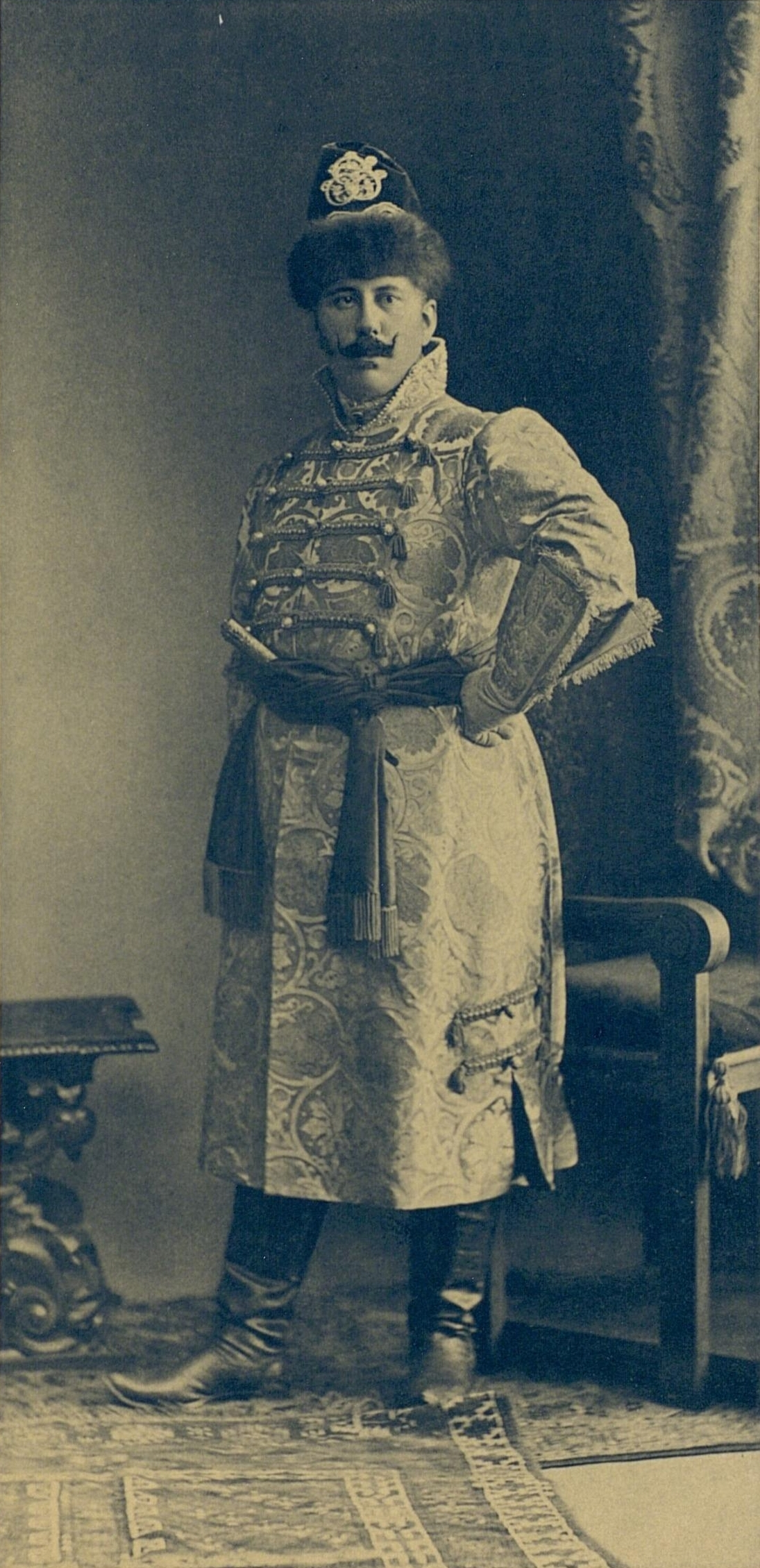
Prinz Orlow in historischer Falkneruniform (1903)

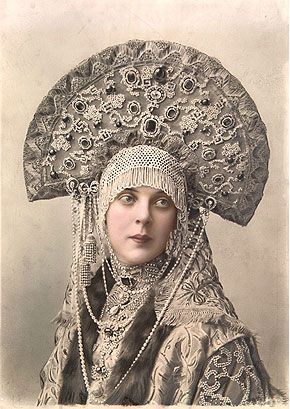
Seine Ehefrau, Prinzessin Olga Orlowa, mit historischem Kopfschmuck Kokoschnik
Foto: Jelena Mrosowskaja

Prinz Wladimir Nikolajewitsch Orlow (russisch Владимир Николаевич Орлов; * 31. Dezember 1868 in Brüssel, Belgien; † 29. August 1927 in Paris, Frankreich) war ein russischer Adliger, Olympionike und von 1906 bis 1915 Leiter des russischen Militärkabinetts. Zudem war er ein enger Berater des Zaren Nikolaus II.
Als Befehlshaber des Militärkabinetts war Orlow ein begeisterter Technologe, der sich für militärische Anwendungen des Automobils interessierte. Er war der Patron von Adolphe Kégresse, der für die Kégresse-Strecke verantwortlich war.
Bei den Olympischen Sommerspielen 1900 in Paris nahm Orlow im Gespannfahren teil. Orlow hat dem Zaren möglicherweise 1903 das Auto vorgestellt.

## Familie
Orlow war mit der Prinzessin Olga Konstantinowna, einer Tochter des Fürsten Konstantin Esperowitsch Belosselski-Beloserski verheiratet. Historische Fotos zeigen das Ehepaar auf einem großen Kostümball im Jahr 1903 im Winterpalast in Sankt Petersburg in historischen Kostümen.
Ihr gemeinsamer Sohn, Prinz Nicholas Wladimirowitsch Orlow (1891–1961), heiratete 1917 Nadeschda Petrowna, eine Tochter des Großfürsten Peter Nikolajewitsch Romanow und der Großfürstin Militza von Montenegro.